# Olympische Sommerspiele 1988/Leichtathletik – 100 m (Männer)

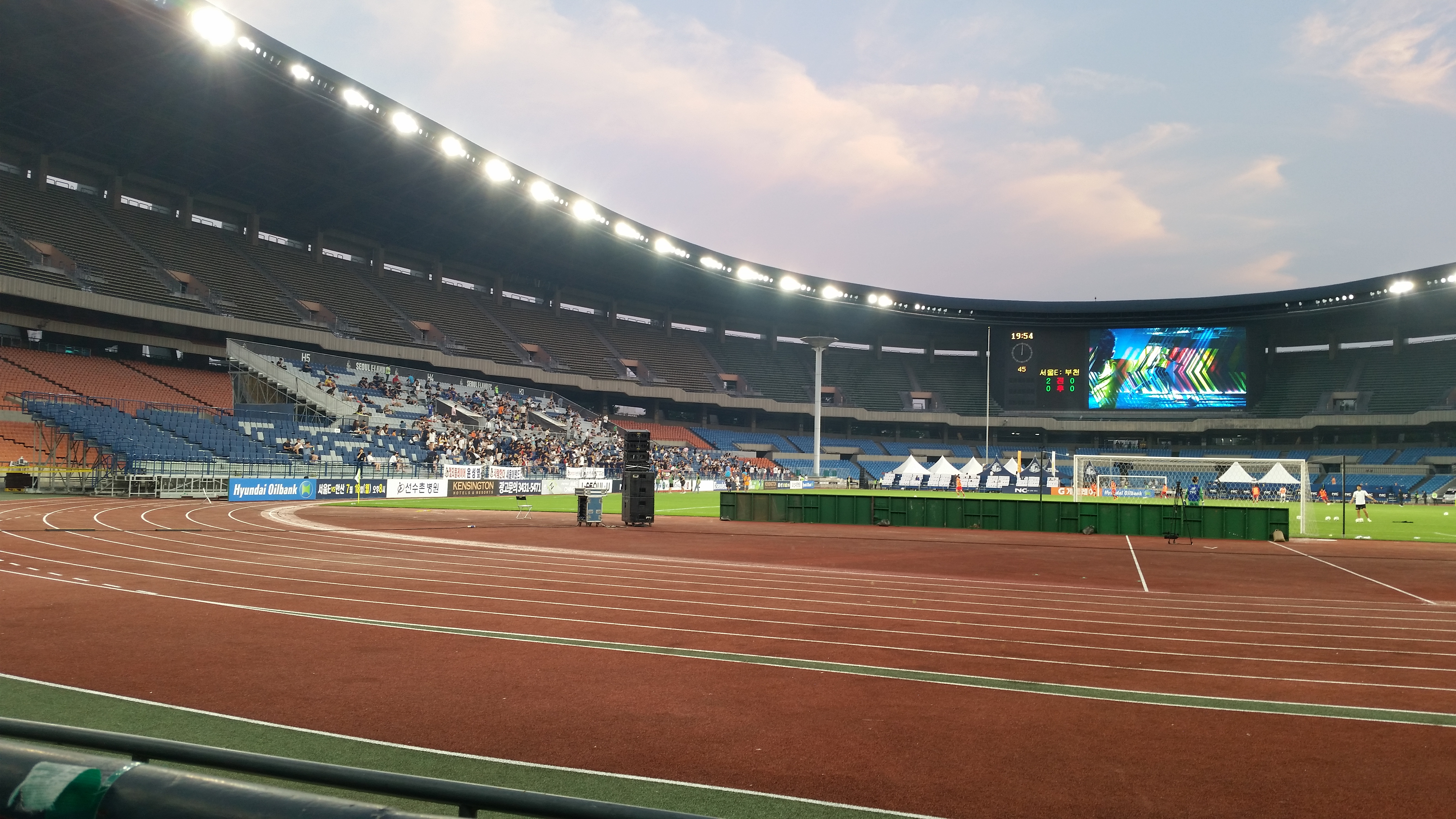
Innenraum des Olympiastadions im Jahr 2016

Der 100-Meter-Lauf der Männer bei den Olympischen Spielen 1988 in Seoul wurde am 23. und 24. September 1988 im Olympiastadion Seoul ausgetragen. 102 Athleten nahmen teil.
Olympiasieger wurde der US-Amerikaner Carl Lewis mit neuer Weltrekordzeit von 9,92 s. Er gewann vor dem Briten Linford Christie und Calvin Smith, ebenfalls aus den USA.
Für die Bundesrepublik Deutschland ging Christian Haas an den Start, der im Viertelfinale scheiterte. Die DDR wurde durch Sven Matthes vertreten, er schied ebenfalls im Viertelfinale aus. Auch der Österreicher Andreas Berger kam nicht über das Viertelfinale hinaus. Der Liechtensteiner Markus Büchel scheiterte in der Vorrunde. Läufer aus der Schweiz nahmen nicht teil.

## Aktuelle Titelträger
| Olympiasieger 1984                      | Carl Lewis ( USA)                     | 09,99 s | Los Angeles 1984  |
| Weltmeister 1987                        | Carl Lewis ( USA)                     | 09,93 s | Rom 1987          |
| Europameister 1986                      | Linford Christie ( Großbritannien)    | 10,15 s | Stuttgart 1986    |
| Panamerikanischer Meister 1987          | Lee McRae ( USA)                      | 10,26 s | Indianapolis 1987 |
| Zentralamerika und Karibik-Meister 1987 | Juan Núñez ( Dominikanische Republik) | 10,22 s | Caracas 1987      |
| Südamerika-Meister 1987                 | Robson da Silva ( Brasilien)          | 10,39 s | São Paulo 1987    |
| Asienmeister                            | Talal Mansour ( Katar)                | 10,41 s | Singapur 1987     |
| Afrikameister 1988                      | John Myles-Mills ( Ghana)             | 10,25 s | Annaba 1988       |

## Rekorde

### Bestehende Rekorde
| Weltrekord         | 9,93 s | Carl Lewis ( USA) | Rom, Italien                   | 30. August 1987  |
| Olympischer Rekord | 9,95 s | Jim Hines ( USA)  | Finale OS Mexiko-Stadt, Mexiko | 14. Oktober 1968 |

Anmerkung zum WM-Titel und zum Weltrekord:

Zum Zeitpunkt der hier ausgetragenen Spiele galt Ben Johnson noch als amtierender Weltmeister und mit 9,87 s auch als Weltrekordinhaber. Nach seiner positiven Dopingprobe im Anschluss an das 100-Meter-Finale hier in Seoul wurden ihm dieser Titel und dieser Rekord nachträglich aberkannt und Carl Lewis rückte als Vizeweltmeister sowie Zweiter der Weltrangliste nach.

### Rekordverbesserung
Im Finale am 24. September verbesserte der US-amerikanische Olympiasieger Carl Lewis den bestehenden olympischen Rekord bei einem Rückenwind von 0,1 m/s um drei Hundertstelsekunden auf 9,92 s. Das bedeutete gleichzeitig eine Steigerung seines eigenen Weltrekords um eine Hundertstelsekunde.

## Doping
Das Finalrennen wurde von einem der spektakulärsten Dopingskandale der Sportgeschichte überschattet. Der Kanadier Ben Johnson hatte das Finale in 9,79 s vor Lewis, Christie und Smith zunächst gewonnen. Drei Tage später wurde Johnson des Dopings überführt. Ihm wurden Olympiasieg, Weltrekord und auch sein Weltmeistertitel von 1987 aberkannt. Darüber hinaus erscheint das gesamte Ergebnis dieses Rennens nun, nachdem mehrere Jahrzehnte vergangen sind, mit dem heutigen Wissen äußerst fragwürdig. Dieser 100-Meter-Lauf wurde oft als „das schmutzigste Rennen aller Zeiten“ bezeichnet. Nicht nur Ben Johnson hatte erwiesenermaßen verstoßen gegen die Dopingbestimmungen. Auch dem bis heute offiziellen 100-Meter-Olympiasieger Carl Lewis waren vorher bei Tests in den USA drei verbotene Substanzen nachgewiesen worden. Der Sechste, Johnsons Landsmann Desai Williams, gestand später die Einnahme nicht erlaubter Mittel. Allen anderen Finalteilnehmern mit Ausnahme von Calvin Smith und Robson da Silva wurden in späteren Jahren Dopingvergehen nachgewiesen. Mit teilweise haarsträubenden Erklärungen und Ausflüchten versuchten die betroffenen Athleten sich herauszureden.
Durch die aufgrund des positiven Dopingbefunds vom Finalrennen erst nach Abschluss des Wettbewerbs erfolgte Disqualifikation des ursprünglichen Siegers Ben Johnson kam es zu einigen nicht mehr rückgängig zu machenden Benachteiligungen:
- Der Chilene Carlos Moreno wäre als Dritter seines Vorlaufs im Viertelfinale startberechtigt gewesen.
- Der Italiener Pierfrancesco Pavoni wäre über die Zeitregel mit 10,33 s aus seinem Viertelfinalrennen für das Halbfinale qualifiziert gewesen.
- Der Ungar Attila Kovács hätte als Vierter seines Halbfinals im Finale starten dürfen.

## Vorrunde
Datum: 23. September 1988
Die Athleten traten zu insgesamt dreizehn Vorläufen an. Für das Viertelfinale qualifizierten sich pro Lauf die ersten drei Athleten. Darüber hinaus kamen die neun Zeitschnellsten, die sogenannten Lucky Loser, weiter. Die direkt qualifizierten Athleten sind hellblau, die Lucky Loser hellgrün unterlegt.

### Vorlauf 1
9:50 Uhr
Wind: +0,6 m/s
Jerome Jeremiah war der erste Leichtathlet aus Vanuatu, der bei Olympischen Spielen an den Start ging.
| Platz | Name                  | Nation            | Zeit    |
| ----- | --------------------- | ----------------- | ------- |
| 1     | Robson da Silva       | Brasilien         | 10,37 s |
| 2     | Ezio Madonia          | Italien           | 10,40 s |
| 3     | Hsin-Fu Cheng         | Chinesisch Taipeh | 10,48 s |
| 4     | Thierry Lauret        | Frankreich        | 10,56 s |
| 5     | Boeviyoulou Lawson    | Togo              | 10,59 s |
| 6     | Leung Wing Kwong      | Hongkong          | 10,82 s |
| 7     | Mohamed Fahd al-Bishi | Saudi-Arabien     | 10,85 s |
| 8     | Jerome Jeremiah       | Vanuatu           | 10,96 s |

### Vorlauf 2
9:55 Uhr
Wind: +0,9 m/s
| Platz | Name                | Nation              | Zeit    |
| ----- | ------------------- | ------------------- | ------- |
| 1     | Calvin Smith        | USA                 | 10,28 s |
| 2     | Attila Kovács       | Ungarn              | 10,39 s |
| 3     | Afdiharto Lestari   | Indonesien          | 10,40 s |
| 4     | Andrei Rasin        | Sowjetunion         | 10,58 s |
| 5     | Henri Ndinga        | Volksrepublik Kongo | 10,74 s |
| 6     | Fabian Muyaba       | Simbabwe            | 10,75 s |
| 7     | Mustafa Kamel Salmi | Algerien            | 11,08 s |
| 8     | Markus Büchel       | Liechtenstein       | 11,21 s |

### Vorlauf 3
10:00 Uhr
Wind: +0,7 m/s
| Platz | Name               | Nation                       | Zeit    |
| ----- | ------------------ | ---------------------------- | ------- |
| 1     | Talal Mansour      | Katar                        | 10,42 s |
| 2     | Juan Núñez         | Dominikanische Republik      | 10,47 s |
| 3     | Amadou M’Baye      | Senegal                      | 10,64 s |
| 4     | Fabian Whymns      | Bahamas                      | 10,70 s |
| 5     | Neville Hodge      | Amerikanische Jungferninseln | 10,73 s |
| 6     | Horace Dove-Edwin  | Sierra Leone                 | 10,89 s |
| 7     | Alexandre Yougbaré | Burkina Faso                 | 10,90 s |
| 8     | Henrico Atkins     | Barbados                     | 11,01 s |

### Vorlauf 4
10:05 Uhr
Wind: +0,8 m/s
Ehab Fuad Ahmed Nagi war der erste Leichtathlet aus dem Südjemen, der an Olympischen Spielen teilnahm.
| Platz | Name                 | Nation              | Zeit    |
| ----- | -------------------- | ------------------- | ------- |
| 1     | Emmanuel Tuffour     | Ghana               | 10,31 s |
| 2     | Koji Kurihara        | Japan               | 10,46 s |
| 3     | Andrew Smith         | Jamaika             | 10,49 s |
| 4     | Zheng Chen           | Volksrepublik China | 10,51 s |
| 5     | István Tatár         | Ungarn              | 10,52 s |
| 6     | Christian Haas       | BR Deutschland      | 10,54 s |
| 7     | John Hou             | Papua-Neuguinea     | 10,96 s |
| 8     | Ehab Fuad Ahmed Nagi | Südjemen            | 11,53 s |

### Vorlauf 5
10:10 Uhr
Wind: +1,1 m/s
| Platz | Name                | Nation              | Zeit    |
| ----- | ------------------- | ------------------- | ------- |
| 1     | Linford Christie    | Großbritannien      | 10,19 s |
| 2     | Max Morinière       | Frankreich          | 10,34 s |
| 3     | Sven Matthes        | DDR                 | 10,35 s |
| 4     | Li Tao              | Volksrepublik China | 10,47 s |
| 5     | Samuel Nchinda-Kaya | Kamerun             | 10,60 s |
| 6     | Shiun-Long Lee      | Chinesisch Taipeh   | 10,69 s |
| 7     | William Trott       | Bermuda             | 10,69 s |
| 8     | Frank Maziya        | Swasiland           | 11,52 s |

### Vorlauf 6

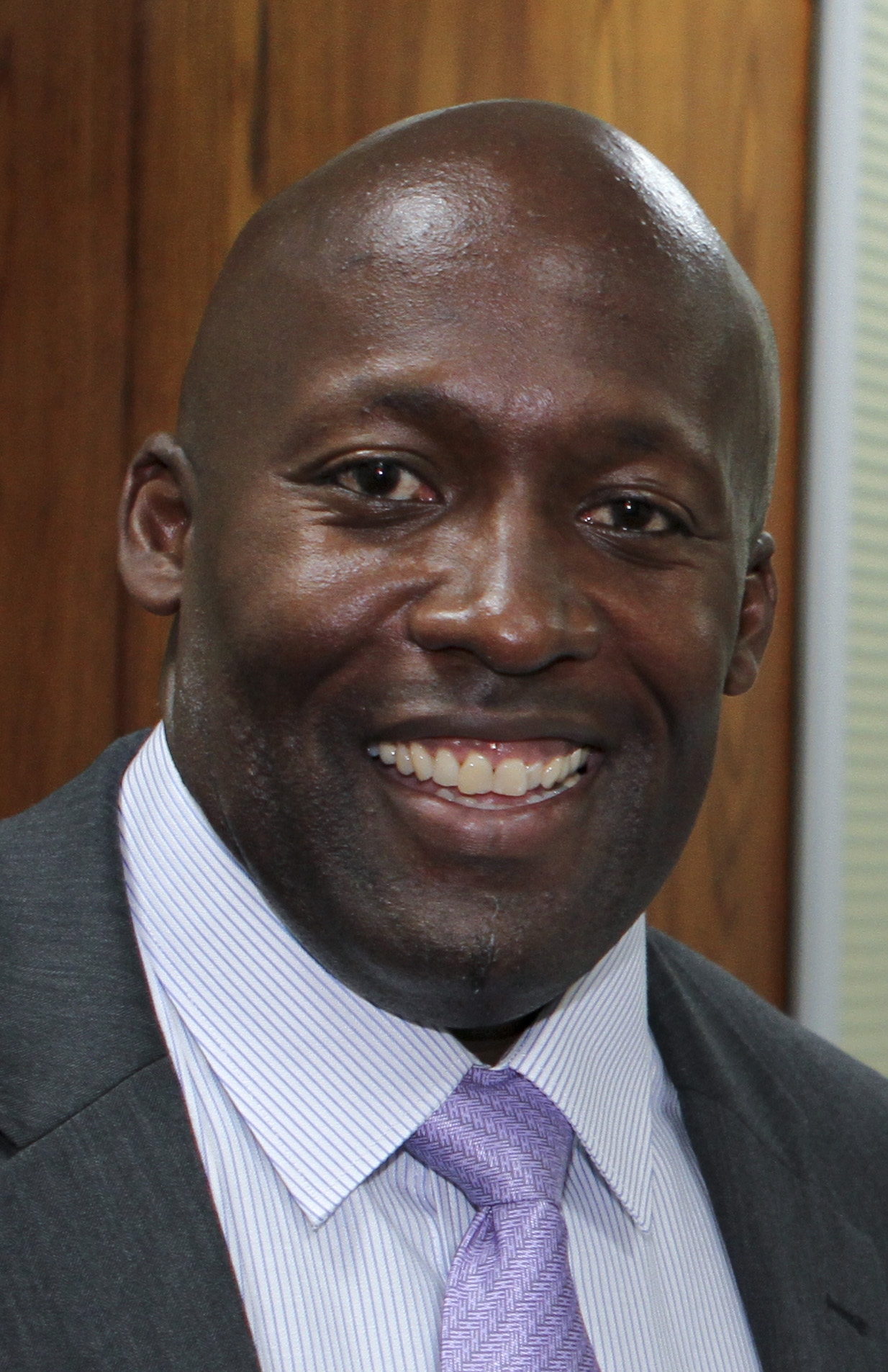
John Regis (hier im Jahr 2012) – erreichte als Vierter des sechsten Vorlaufs nicht das Viertelfinale

10:15 Uhr
Wind: +1,4 m/s
| Platz | Name                  | Nation         | Zeit    |
| ----- | --------------------- | -------------- | ------- |
| 1     | Chidi Imoh            | Nigeria        | 10,62 s |
| 2     | Charles-Louis Seck    | Senegal        | 10,64 s |
| 3     | Issa Alassane-Oussèni | Benin          | 10,72 s |
| 4     | John Regis            | Großbritannien | 10,76 s |
| 5     | Mothobi Kharitse      | Lesotho        | 10,97 s |
| 6     | Robert Loua           | Guinea         | 11,20 s |
| 7     | Samuel Birch          | Liberia        | 11,68 s |
| DNF   | Pedro Agostinho       | Portugal       |         |

### Vorlauf 7
10:20 Uhr
Wind: +1,8 m/s
| Platz | Name                 | Nation      | Zeit    |
| ----- | -------------------- | ----------- | ------- |
| 1     | Raymond Stewart      | Jamaika     | 10,22 s |
| 2     | Pierfrancesco Pavoni | Italien     | 10,42 s |
| 3     | Witali Sawin         | Sowjetunion | 10,52 s |
| 4     | György Fetter        | Ungarn      | 10,54 s |
| 5     | Khaled Ibrahim Jouma | Bahrain     | 10,80 s |
| 6     | Muhammad Afzal       | Pakistan    | 10,91 s |
| 7     | Claude Roumain       | Haiti       | 11,22 s |
| DNS   | Chang Jae-keun       | Südkorea    |         |

### Vorlauf 8
10:25 Uhr
Wind: +2,0 m/s
| Platz | Name                      | Nation              | Zeit    | Anmerkung                                     |
| ----- | ------------------------- | ------------------- | ------- | --------------------------------------------- |
| 1     | Cai Jianming              | Volksrepublik China | 10,55 s |                                               |
| 2     | Sim Deok-seop             | Südkorea            | 10,56 s |                                               |
| 3     | Carlos Moreno             | Chile               | 10,70 s | eigentlich für das Viertelfinale qualifiziert |
| 4     | Abdullah Salem al-Khalidi | Oman                | 10,90 s |                                               |
| 5     | Mohamed Shah Jalal        | Bangladesch         | 10,94 s |                                               |
| 6     | Joseph Ssali              | Uganda              | 10,95 s |                                               |
| 7     | St. Clair Soleyne         | Antigua und Barbuda | 11,17 s |                                               |
| DSQ   | Ben Johnson               | Kanada              |         | für das Viertelfinale zugelassen              |

### Vorlauf 9
10:30 Uhr
Wind: +1,0 m/s
| Platz | Name              | Nation                   | Zeit    |
| ----- | ----------------- | ------------------------ | ------- |
| 1     | Desai Williams    | Kanada                   | 10,24 s |
| 2     | Peter Wekesa      | Kenia                    | 10,50 s |
| 3     | Olapade Adeniken  | Nigeria                  | 10,56 s |
| 4     | Eduardo Nava      | Mexiko                   | 10,68 s |
| 5     | Jailto Bonfim     | Brasilien                | 10,75 s |
| 6     | Lindel Hodge      | Britische Jungferninseln | 10,79 s |
| 7     | Visut Watanasin   | Thailand                 | 10,88 s |
| 8     | Arménio Fernandes | Angola                   | 10,92 s |

### Vorlauf 10
10:35 Uhr
Wind: +1,4 m/s
| Platz | Name              | Nation                       | Zeit    |
| ----- | ----------------- | ---------------------------- | ------- |
| 1     | Wladimir Krylow   | Sowjetunion                  | 10,34 s |
| 2     | Arnaldo da Silva  | Brasilien                    | 10,44 s |
| 3     | Michele Lazazzera | Italien                      | 10,47 s |
| 4     | Kennedy Ondiek    | Kenia                        | 10,51 s |
| 5     | Takahiko Kasahara | Japan                        | 10,62 s |
| 6     | James Flemming    | Amerikanische Jungferninseln | 10,70 s |
| 7     | Jihad Salame      | Libanon                      | 11,49 s |
| 8     | Gilbert Bessi     | Monaco                       | 11,55 s |

### Vorlauf 11
10:40 Uhr
Wind: +1,0 m/s
| Platz | Name               | Nation                  | Zeit    |
| ----- | ------------------ | ----------------------- | ------- |
| 1     | Dennis Mitchell    | USA                     | 10,37 s |
| 2     | Iziaq Adeyanju     | Nigeria                 | 10,45 s |
| 3     | Ousmane Diarra     | Mali                    | 10,53 s |
| 4     | Oliver Daniels     | Liberia                 | 10,68 s |
| 5     | Luís Filipe Cunha  | Portugal                | 10,80 s |
| 6     | Evaristo Ortíz     | Dominikanische Republik | 11,01 s |
| 7     | Nguyễn Đình Minh   | Vietnam                 | 11,09 s |
| 8     | Secundino Borabota | Äquatorialguinea        | 11,52 s |

### Vorlauf 12
10:45 Uhr
Wind: +1,4 m/s
Ismail Asif Waheed war der erste Sportler der Malediven, der bei Olympischen Spielen an den Start ging.
| Platz | Name                | Nation         | Zeit    |
| ----- | ------------------- | -------------- | ------- |
| 1     | John Myles-Mills    | Ghana          | 10,31 s |
| 2     | Andreas Berger      | Österreich     | 10,40 s |
| 3     | Barrington Williams | Großbritannien | 10,51 s |
| 4     | Patrick Stevens     | Belgien        | 10,51 s |
| 5     | Enrique Talavera    | Spanien        | 10,61 s |
| 6     | Tomohiro Ōsawa      | Japan          | 10,71 s |
| 7     | Dominique Canti     | San Marino     | 11,11 s |
| 8     | Ismail Asif Waheed  | Malediven      | 11,49 s |

### Vorlauf 13
10:50 Uhr
Wind: +0,9 m/s
Peauope Suli war der erste Leichtathlet aus Tonga, der an Olympischen Spielen teilnahm.
| Platz | Name                  | Nation       | Zeit    |
| ----- | --------------------- | ------------ | ------- |
| 1     | Carl Lewis            | USA          | 10,14 s |
| 2     | Jean-Charles Trouabal | Frankreich   | 10,39 s |
| 3     | José Javier Arqués    | Spanien      | 10,44 s |
| 4     | John Mair             | Jamaika      | 10,44 s |
| 5     | Harouna Pale          | Burkina Faso | 10,76 s |
| 6     | Peauope Suli          | Tonga        | 10,94 s |
| 7     | Maloni Bole           | Fidschi      | 11,19 s |

## Viertelfinale
Datum: 23. September 1988
Für das Halbfinale qualifizierten sich in den sechs Läufen die ersten zwei Athleten. Darüber hinaus kamen die vier Zeitschnellsten, die sogenannten Lucky Loser, weiter. Die direkt qualifizierten Athleten sind hellblau, die Lucky Loser hellgrün unterlegt.

### Lauf 1
13:15 Uhr
Wind: +1,2 m/s
| Platz | Name               | Nation              | Zeit    | Anmerkung                     |
| ----- | ------------------ | ------------------- | ------- | ----------------------------- |
| 1     | Linford Christie   | Großbritannien      | 10,11 s |                               |
| 2     | Dennis Mitchell    | USA                 | 10,13 s |                               |
| 3     | John Mair          | Jamaika             | 10,41 s |                               |
| 4     | Charles-Louis Seck | Senegal             | 10,42 s |                               |
| 5     | Li Tao             | Volksrepublik China | 10,53 s |                               |
| 6     | Kennedy Ondiek     | Kenia               | 10,57 s |                               |
| 7     | Ousmane Diarra     | Mali                | 10,61 s |                               |
| DSQ   | Ben Johnson        | Kanada              |         | für das Halbfinale zugelassen |

### Lauf 2
13:20 Uhr
Wind: +1,7 m/s
| Platz | Name              | Nation              | Zeit    |
| ----- | ----------------- | ------------------- | ------- |
| 1     | Desai Williams    | Kanada              | 10,16 s |
| 2     | Arnaldo da Silva  | Brasilien           | 10,25 s |
| 3     | Wladimir Krylow   | Sowjetunion         | 10,26 s |
| 4     | Attila Kovács     | Ungarn              | 10,27 s |
| 5     | Michele Lazazzera | Italien             | 10,50 s |
| 6     | Thierry Lauret    | Frankreich          | 10,51 s |
| 7     | Zheng Chen        | Volksrepublik China | 10,72 s |
| 8     | Chidi Imoh        | Nigeria             | 11,44 s |

### Lauf 3

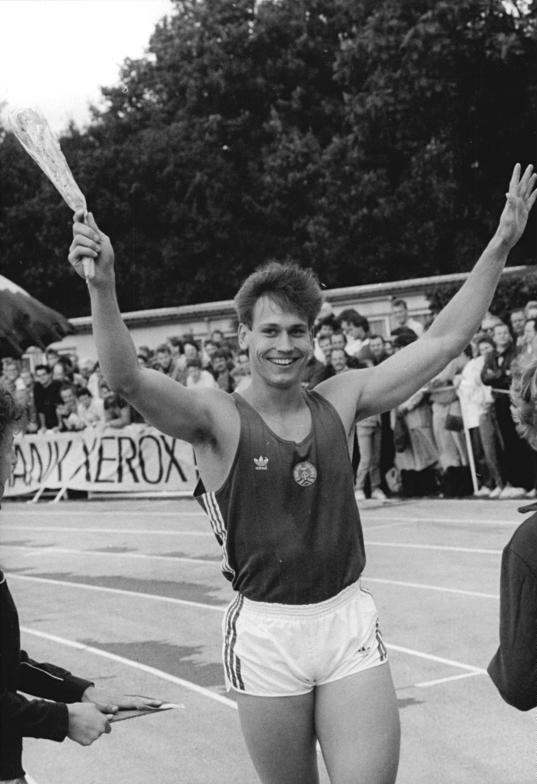
Sven Matthes erreichte das Viertelfinale und schied dort als Dritter seines Laufs aus

13:25 Uhr
Wind: +0,9 m/s
| Platz | Name                  | Nation                  | Zeit    |
| ----- | --------------------- | ----------------------- | ------- |
| 1     | Raymond Stewart       | Jamaika                 | 10,25 s |
| 2     | Juan Núñez            | Dominikanische Republik | 10,33 s |
| 3     | Sven Matthes          | DDR                     | 10,36 s |
| 4     | Jean-Charles Trouabal | Frankreich              | 10,41 s |
| 5     | José Javier Arqués    | Spanien                 | 10,43 s |
| 6     | Amadou M’Baye         | Senegal                 | 10,45 s |
| 7     | Barrington Williams   | Großbritannien          | 10,55 s |
| 8     | Christian Haas        | BR Deutschland          | 10,57 s |

### Lauf 4

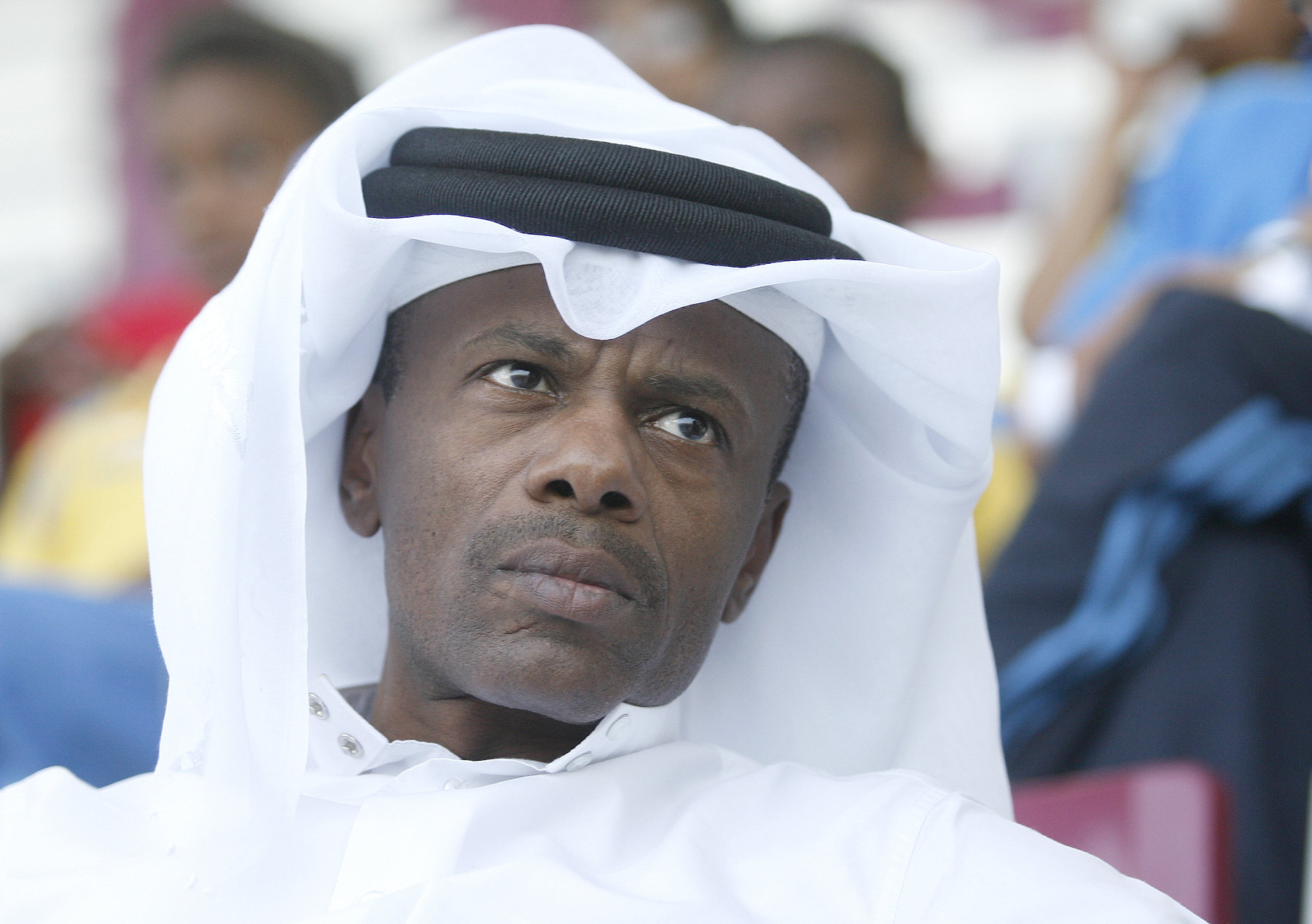
Talal Mansour (Foto: 2011) – ausgeschieden als Fünfter des vierten Viertelfinals
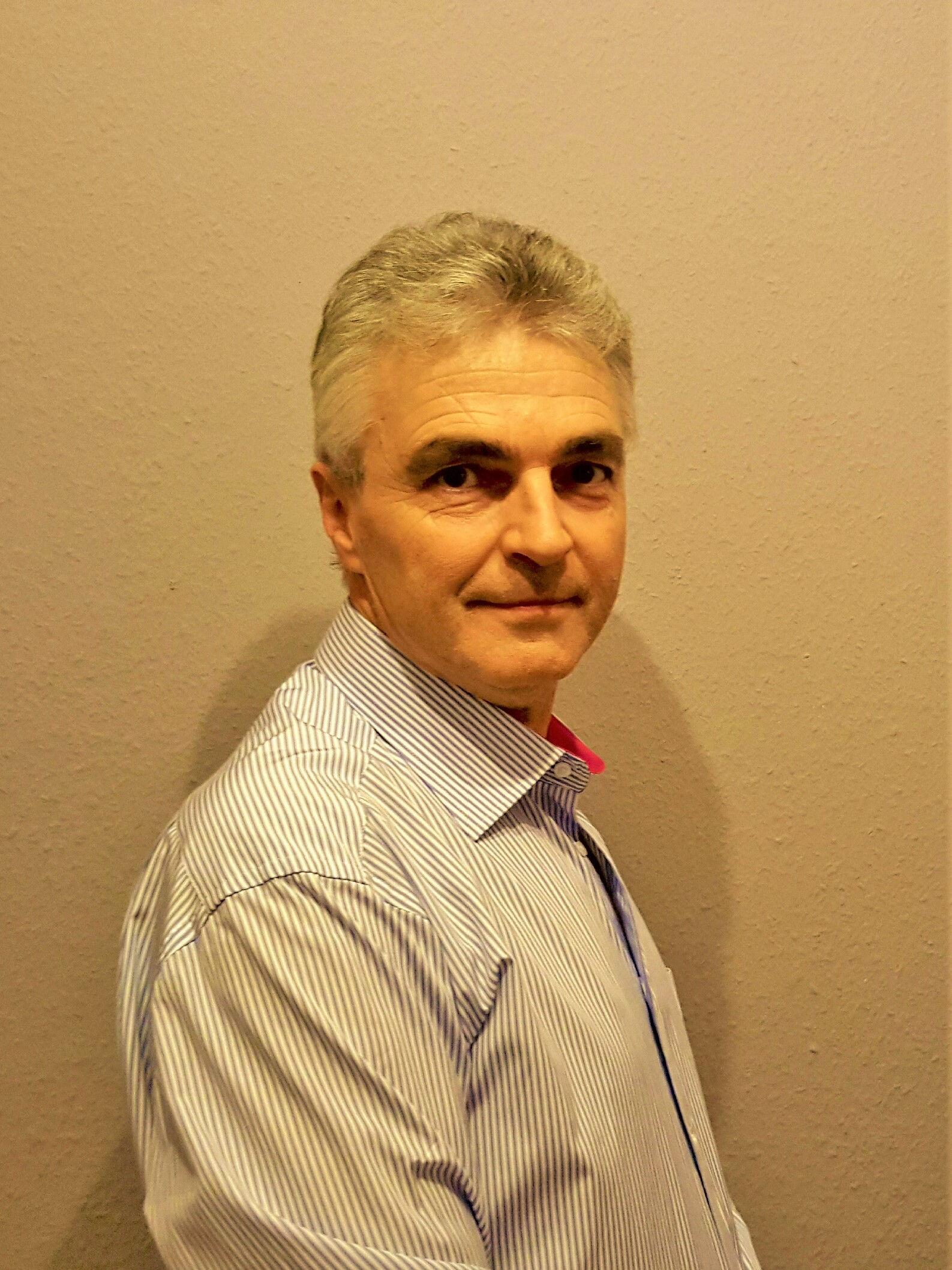
György Fetter (hier im Jahr 2016) – ausgeschieden als Achter des vierten Viertelfinals

13:30 Uhr
Wind: +0,2 m/s
| Platz | Name             | Nation            | Zeit    |
| ----- | ---------------- | ----------------- | ------- |
| 1     | Calvin Smith     | USA               | 10,16 s |
| 2     | Olapade Adeniken | Nigeria           | 10,30 s |
| 3     | Andreas Berger   | Österreich        | 10,34 s |
| 4     | Emmanuel Tuffour | Ghana             | 10,37 s |
| 5     | Talal Mansour    | Katar             | 10,38 s |
| 6     | Patrick Stevens  | Belgien           | 10,50 s |
| 7     | Hsin-Fu Cheng    | Chinesisch Taipeh | 10,54 s |
| 8     | György Fetter    | Ungarn            | 10,55 s |

### Lauf 5
13:35 Uhr
Wind: +1,4 m/s
| Platz | Name                  | Nation      | Zeit    | Anmerkung                                  |
| ----- | --------------------- | ----------- | ------- | ------------------------------------------ |
| 1     | Carl Lewis            | USA         | 09,99 s |                                            |
| 2     | Robson da Silva       | Brasilien   | 10,24 s |                                            |
| 3     | Iziaq Adeyanju        | Nigeria     | 10,32 s |                                            |
| 4     | Pierfrancesco Pavoni  | Italien     | 10,33 s | eigentlich für das Halbfinale qualifiziert |
| 5     | Witali Sawin          | Sowjetunion | 10,36 s |                                            |
| 6     | Koji Kurihara         | Japan       | 10,49 s |                                            |
| 7     | István Tatár          | Ungarn      | 10,68 s |                                            |
| 8     | Issa Alassane-Oussèni | Benin       | 10,55 s |                                            |

### Lauf 6
13:40 Uhr
Wind: +0,3 m/s
| Platz | Name              | Nation              | Zeit    |
| ----- | ----------------- | ------------------- | ------- |
| 1     | John Myles-Mills  | Ghana               | 10,21 s |
| 2     | Afdiharto Lestari | Indonesien          | 10,32 s |
| 3     | Max Morinière     | Frankreich          | 10,37 s |
| 4     | Ezio Madonia      | Italien             | 10,38 s |
| 5     | Peter Wekesa      | Kenia               | 10,43 s |
| 6     | Sim Deok-seop     | Südkorea            | 10,55 s |
| 7     | Andrew Smith      | Jamaika             | 10,63 s |
| 8     | Cai Jianming      | Volksrepublik China | 10,76 s |

## Halbfinale
Datum: 24. September 1988
Für das Finale qualifizierten sich in den beiden Läufen die ersten vier Athleten (hellblau unterlegt).

### Lauf 1
12:00 Uhr
Wind: +0,6 m/s
| Platz | Name              | Nation     | Zeit    |
| ----- | ----------------- | ---------- | ------- |
| 1     | Carl Lewis        | USA        | 09,97 s |
| 2     | Calvin Smith      | USA        | 10,15 s |
| 3     | Raymond Stewart   | Jamaika    | 10,18 s |
| 4     | Desai Williams    | Kanada     | 10,24 s |
| 5     | Arnaldo da Silva  | Brasilien  | 10,32 s |
| 6     | Olapade Adeniken  | Nigeria    | 10,33 s |
| 7     | Afdiharto Lestari | Indonesien | 10,39 s |
| 8     | John Myles-Mills  | Ghana      | 10,43 s |

### Lauf 2
12:06 Uhr
Wind: −1,2 m/s
| Platz | Name             | Nation                  | Zeit    | Anmerkung                               |
| ----- | ---------------- | ----------------------- | ------- | --------------------------------------- |
| 1     | Linford Christie | Großbritannien          | 10,11 s |                                         |
| 2     | Dennis Mitchell  | USA                     | 10,23 s |                                         |
| 3     | Robson da Silva  | Brasilien               | 10,24 s |                                         |
| 4     | Attila Kovács    | Ungarn                  | 10,31 s | theoretisch für das Finale qualifiziert |
| 5     | Juan Núñez       | Dominikanische Republik | 10,35 s |                                         |
| 6     | Iziaq Adeyanju   | Nigeria                 | 10,60 s |                                         |
| DSQ   | Ben Johnson      | Kanada                  |         | für das Finale zugelassen               |
| DNS   | Wladimir Krylow  | Sowjetunion             |         |                                         |

## Finale

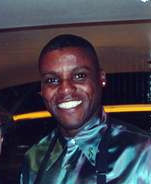
Carl Lewis gewann seine sechste olympische Goldmedaille

Datum: 24. September 1988, 13:30 Uhr
Wind: +1,1 m/s
| Platz | Name             | Nation         | Zeit    | Anmerkung |
| ----- | ---------------- | -------------- | ------- | --------- |
| 1     | Carl Lewis       | USA            | 09,92 s | WR        |
| 2     | Linford Christie | Großbritannien | 09,97 s |           |
| 3     | Calvin Smith     | USA            | 09,99 s |           |
| 4     | Dennis Mitchell  | USA            | 10,04 s |           |
| 5     | Robson da Silva  | Brasilien      | 10,11 s |           |
| 6     | Desai Williams   | Kanada         | 10,11 s |           |
| 7     | Raymond Stewart  | Jamaika        | 12,26 s |           |
| DSQ   | Ben Johnson      | Kanada         |         |           |

Für das Finale hatten sich alle drei US-Läufer sowie zwei Kanadier qualifiziert. Komplettiert wurde das Starterfeld durch einen Briten, einen Jamaikaner und einen Brasilianer.
Es wurde ein Duell erwartet zwischen dem vierfachen Olympiasieger von 1984 Carl Lewis und dem Kanadier Ben Johnson, der zu diesem Zeitpunkt noch als Weltmeister und Weltrekordhalter galt. Sein WM-Titel und sein Weltrekord – wie auch sein Sieg bei diesem Rennen in Seoul – wurden ihm nach positiver Dopingprobe, wie weiter oben schon beschrieben, später nachträglich aberkannt. US-Sprinter Calvin Smith und der Brite Linford Christie waren weitere Medaillenkandidaten.
Im Finale erwischte Ben Johnson den besten Start und dominierte das Rennen bis ins Ziel. Der Kanadier blieb dabei um vier Hundertstelsekunden unter seinem damals noch gültigen eigenen Weltrekord, erzielt bei den Weltmeisterschaften 1987 in Rom. Carl Lewis kam als Zweiter ins Ziel, Linford Christie als Dritter noch vor Calvin Smith.
Im Anschluss an die positive Dopingprobe nach dem Rennen wurde Ben Johnson disqualifiziert. Carl Lewis gewann damit seine fünfte Goldmedaille bei Olympischen Spielen. Seine 9,92 s wurden zum neuen Weltrekord erklärt. Linford Christie rückte auf den Silberplatz vor, Calvin Smith gewann die Bronzemedaille. Smith war der erste Sprinter, der eine Zeit unter zehn Sekunden lief und damit nur eine Bronzemedaille erhielt.
Alle weiteren Athleten rückten ebenfalls um einen Platz nach vorne. Dennis Mitchell war nun Vierter, Robson da Silva Fünfter und Desai Williams Sechster. Raymond Stewart, der sich bei ca. vierzig Metern einen Sehnenverletzung zugezogen hatte und nicht mehr mit voller Kraft hatte laufen können, wurde als Siebter dieses Skandalrennens gewertet.
Im 21. olympischen Finale gewann Carl Lewis die vierzehnte US-Goldmedaille. Er ist der erste Sprinter, der seinen Olympiasieg wiederholen konnte.

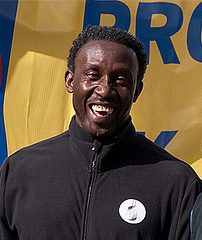
Linford Christie (hier im Jahr 2009) gewann die Silbermedaille
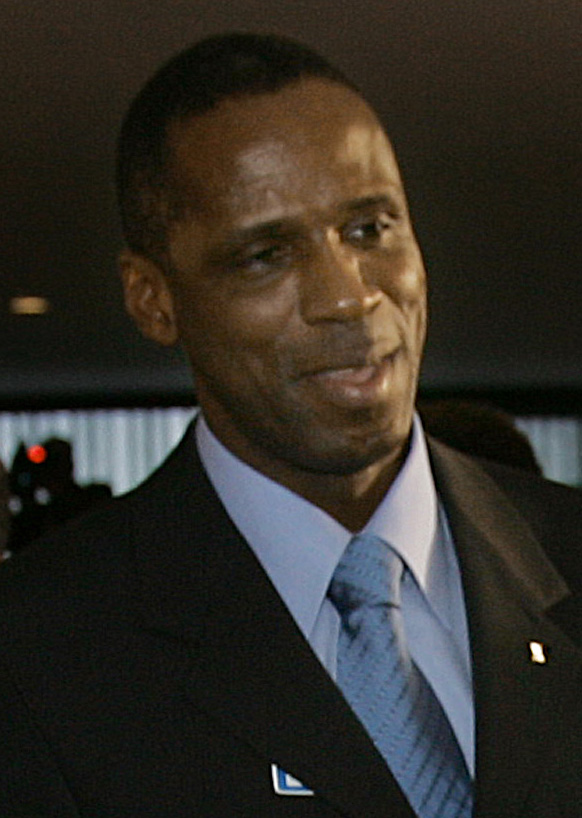
Robson da Silva (Foto: 2005) belegte Rang fünf
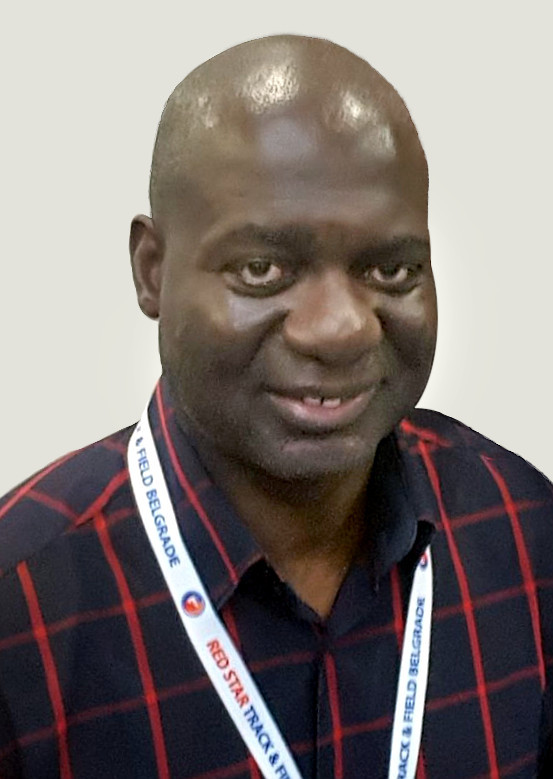
Der wegen Verstoßes gegen die Antidopingbestimmungen disqualifizierte Ben Johnson

## Videolinks
- 1988 Seoul Olympic Games 100 Ben Johnson, youtube.com, abgerufen am 23. November 2021
- 1988 Seoul Olympics 100M final, youtube.com, abgerufen am 23. November 2021
- 1988 Olympic 100 Meter Final – The Greatest Race in History: Ben Johnson 9.79, youtube.com, abgerufen am 21. Januar 2018
- 1988 Olympics 100m Semi-Finals Ben Johnson Carl Lewis CBC, youtube.com, abgerufen am 23. November 2021